# Alocodesmus silvestrii
Alocodesmus silvestrii är en mångfotingart som först beskrevs av Carl Graf Attems 1931.  Alocodesmus silvestrii ingår i släktet Alocodesmus och familjen Chelodesmidae. Inga underarter finns listade i Catalogue of Life.